# Dehtář
Dehtář är en sjö i Tjeckien.   Den ligger i regionen Södra Böhmen, i den sydvästra delen av landet, 120 km söder om huvudstaden Prag. Dehtář ligger 405 meter över havet. Arean är 2,2 kvadratkilometer.I omgivningarna runt Dehtář växer i huvudsak blandskog. Den sträcker sig 1,9 kilometer i nord-sydlig riktning, och 2,2 kilometer i öst-västlig riktning.